# Community of Democracies
Community of Democracies är en mellanstatlig organisation, bildades 2000 för att stäraka demokratiska normer och system runtom i världen. I organisationen finns både stater och fristående organisationer.
I april 2012 utsågs svenskan Maria Leissner till organisationens första generalsekreterare.